# Barchfeld-Immelborn
Barchfeld-Immelborn ist eine Gemeinde im thüringischen Wartburgkreis.

## Geografie

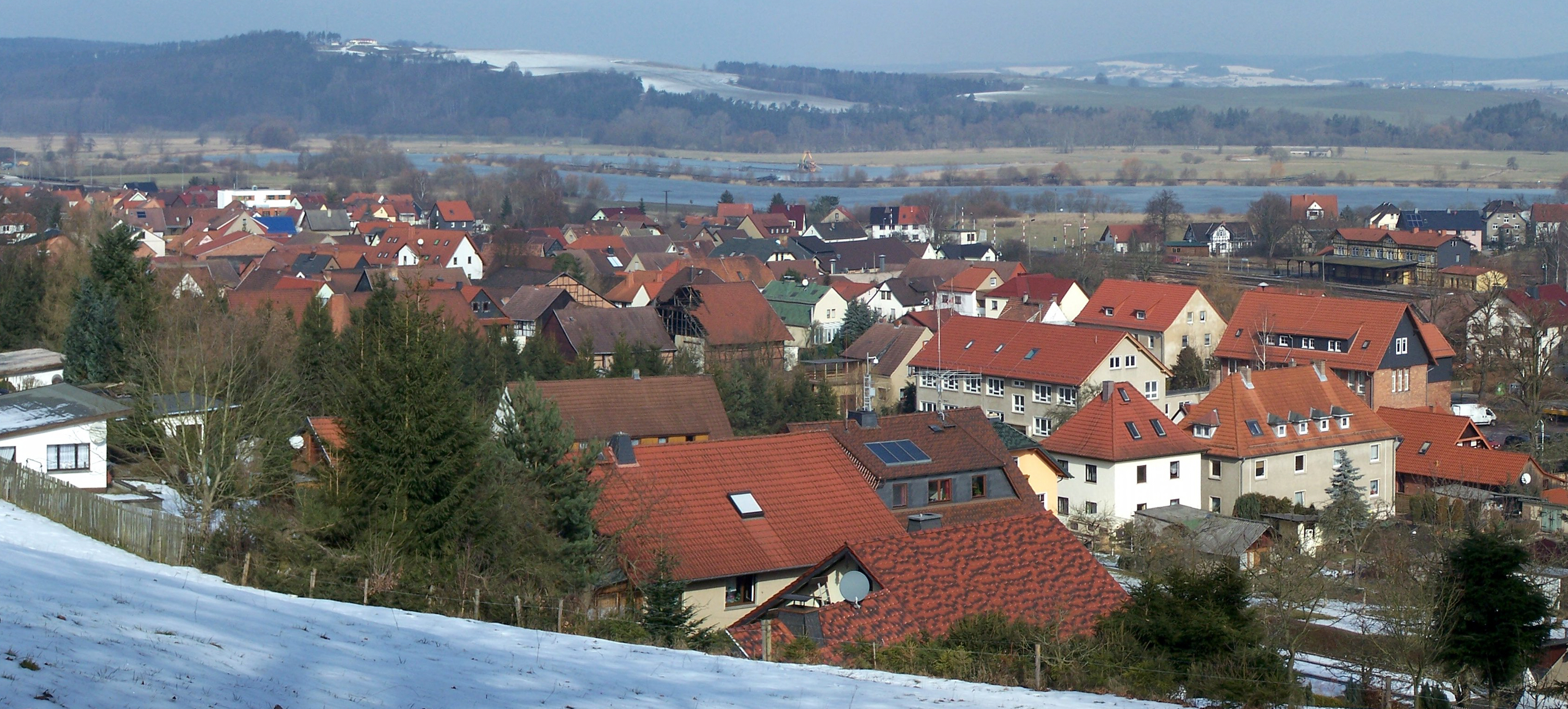
Der Ortsteil Immelborn

Die Gemeinde liegt im südöstlichen Teil des Wartburgkreises. Das Gemeindegebiet wird im Norden und Westen begrenzt vom Gebiet der Kreisstadt Bad Salzungen, im Osten von der Stadt Bad Liebenstein. Im Süden ist die Grenze mit Breitungen/Werra zugleich die Kreisgrenze des Wartburgkreises zum Landkreis Schmalkalden-Meiningen.

### Gemeindegliederung
Barchfeld-Immelborn besteht aus den Ortsteilen Barchfeld und Immelborn. Zum Ortsteil Immelborn gehören die Siedlungen Übelroda, Ettmarshausen und Hauenhof. Verwaltungssitz der Gemeinde ist Barchfeld.

## Geschichte

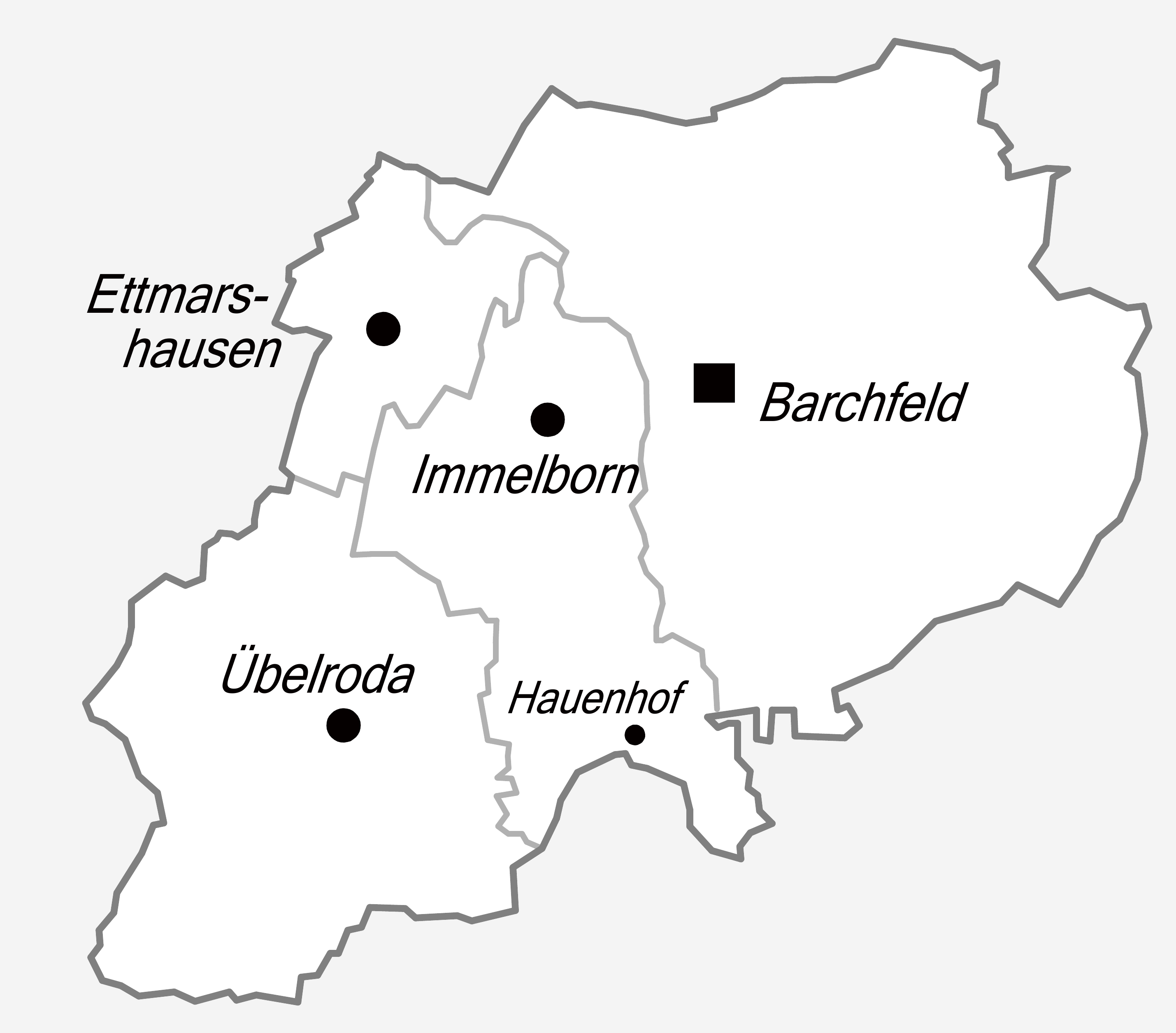
Gemeindegliederung

Die an der Werra gelegenen Orte Barchfeld und Immelborn weisen lange historische, kulturelle, wirtschaftliche und infrastrukturelle Verbindungen auf. Seit dem Jahr 1994 arbeiteten sie in der Verwaltungsgemeinschaft Barchfeld zusammen. Nach übereinstimmenden Beschlüssen der Gemeinderäte beider beteiligten Gemeinden unterzeichneten die Bürgermeister von Barchfeld und Immelborn am 2. November 2011 den Eingliederungsvertrag. Nach Zustimmung der zuständigen Kommunalaufsichtsbehörde des Landratsamts des Wartburgkreises und des Innenausschusses des Thüringer Landtags, stimmte der Landtag am 22. November 2012 der Eingliederung zu. Am 31. Dezember 2012 wurde die Gemeinde Immelborn in die Gemeinde Barchfeld eingegliedert und die so erweiterte Gemeinde in Barchfeld-Immelborn umbenannt. Zugleich wurde die Verwaltungsgemeinschaft Barchfeld aufgelöst.

### Einwohnerentwicklung
Entwicklung der Einwohnerzahl der Gemeinde (31. Dezember):
| - 2012 – 4.770 - 2013 – 4.756 - 2014 – 4.694 - 2015 – 4.803 - 2016 – 4.731 - 2017 – 4.706 | - 2018 – 4.641 - 2019 – 4.607 - 2020 – 4.559 - 2021 – 4.500 - 2022 – 4.473 - 2023 – 4.457 |

Datenquelle: Thüringer Landesamt für Statistik

## Politik

### Gemeinderat
Der Gemeinderat von Barchfeld-Immelborn besteht aus 16 Ratsmitgliedern:
- CDU: 6 Sitze (37,8 %)
- Die Linke: 1 Sitz (4,8 %)
- SPD: 2 Sitze (14,7 %)
- Freie Wählergemeinschaft Immelborn: 4 Sitze (23,4 %)
- Bürger für Vernunft: 3 Sitze (19,7 %)

(Stand: Kommunalwahl am 26. Mai 2024)

### Bürgermeister
Der hauptamtliche Bürgermeister Ralph Groß wurde am 6. Juni 2010 gewählt. Bei der Bürgermeisterwahl 2016 konnte er sein Amt erst in der Stichwahl knapp mit 55,6 % verteidigen. Auch am 27. März 2022 wurde er mit 64,2 Prozent bei einer Wahlbeteiligung von 47,4 Prozent wiedergewählt.

## Wirtschaft und Infrastruktur

### Kiesabbau

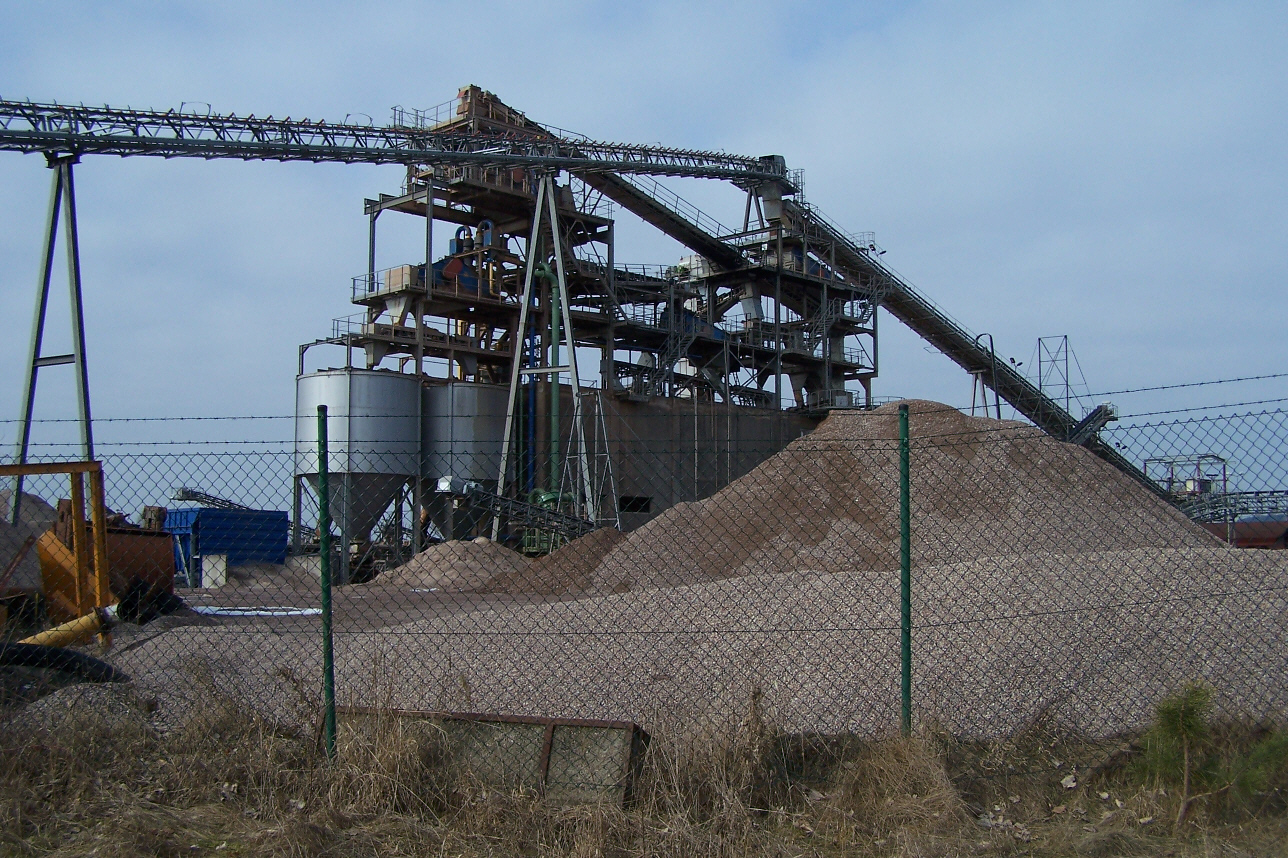
Das Kieswerk Immelborn (2011)

Die Werraaue vorhandenen Kiesvorkommen wurden bereits Anfang des 20. Jahrhunderts bei der Suche nach Kalisalzlagerstätten erkundet, seit 1964 entstanden zwischen Barchfeld und Immelborn mit der Kiesgrube Immelborn großflächige Baggerseen, welche seit den 1980er Jahren auch touristisch als Badesee, für Wassersport und mit einem Campingplatz erschlossen wurden. Kiesabbau findet bis heute im Abbaufeld III nördlich von Immelborn statt, am Ortsrand von Immelborn befindet sich ein Kieswerk.

### Gewerbegebiete
Die Gemeinde verfügt über drei ausgewiesene Gewerbegebiete, auf denen sich vorrangig Unternehmen der Metallverarbeitung, des Maschinenbaus und der Elektrotechnik angesiedelt haben:
- Das Gewerbegebiet Hartmetallwerk befindet sich am östlichen Ortsrand von Immelborn. Es verfügt über eine Gesamtfläche von 14,7 ha.[7]
- Das Gewerbegebiet Im Vorwerk befindet sich am südöstlichen Ortsrand von Barchfeld. Es verfügt über eine Gesamtfläche von 23,26 ha.[8]
- Das Gewerbegebiet Am Eisberg befindet sich am nordöstlichen Ortsrand von Barchfeld. Das Gebiet umfasst ca. 58,3 ha Baufläche. Die Erschließung erfolgte in zwei Bauabschnitten.[9]

### Verkehr
Das Gemeindegebiet wird von der Bundesstraße 62 durchquert, die in Barchfeld in die Bundesstraße 19 einmündet. Über die B 19 sind die nächstgelegenen Autobahnen A 4 bei Eisenach (rund 30 km) und A 71 bei Meiningen (35 km) zu erreichen. Mit Fertigstellung der Werratalbrücke der B 62 wird diese nördlich von Barchfeld auf die B 19 münden, die bereits über eine östlich des Ortes verlaufende Ortsumgehung verfügt. Die Ortsdurchfahrten von Immelborn und Barchfeld werden so künftig vom Durchgangsverkehr beider Bundesstraßen entlastet.
Seit 1859 liegt der Ortsteil Immelborn an der Werrabahn (Eisenach–Lichtenfels). Im Bahnhof Immelborn zweigte von 1889 an die Bahnstrecke Immelborn–Steinbach ab, die über Barchfeld nach Bad Liebenstein sowie ab 1927 bis nach Steinbach führte und 1973 stillgelegt wurde. Heute pendeln die Züge der Süd-Thüringen-Bahn auf der Linie Eisenach – Bad Salzungen – Meiningen – Grimmenthal – Hildburghausen – Eisfeld – Sonneberg. Der nächstgelegene Anschluss an das Intercity- und ICE-Netz der Deutschen Bahn besteht im Bahnhof Eisenach.

#### ÖPNV
Buslinien des Verkehrsunternehmen Wartburgmobil verbinden die Gemeinde mit Bad Liebenstein, Bad Salzungen, Brotterode, Möhra und Eisenach (ICE-Halt), sowie eine Buslinie des Meininger Busbetrieb mit Breitungen, Wasungen und Schmalkalden.

### Wasser und Abwasser
Die Wasserver- und Abwasserentsorgung wird durch den Wasser- und Abwasserverband Bad Salzungen sichergestellt.